# Survival (пісня Eminem)
«Survival» — другий сингл американського репера Eminem з його восьмого студійного альбому The Marshall Mathers LP 2, приспів виконує Ліз Родріґес. Прем'єра відбулась 14 серпня 2013 у трейлері мультиплеєра відеогри Call of Duty: Ghosts.

## Реліз
Було підтверджено інформацію про те, що пісня буде присутня в грі (як і інша пісня репера «'Till I Collapse» у Call of Duty: Modern Warfare 2). Це третій випадок співпраці з видавцями серії Call of Duty в кар'єрі Емінема. Другий — використання «Won't Back Down» у трейлері та фінальних титрах Call of Duty: Black Ops.

## Відеокліп
8 жовтня 2013 «Survival» з'явився на iTunes, а кліп — на YouTube. У відео Eminem читає реп на тлі кадрів з Call of Duty: Ghosts, що транслюються проектором, з додатковими фраґментами з гри (собаки й солдати у спорядженні). У фінальній сцені Eminem відвідує будинок з обкладинки The Marshall Mathers LP.

## Чартові позиції

### Тижневі
| Чарт (2013)                               | Найвища позиція |
| ----------------------------------------- | --------------- |
| Австралія (ARIA)                          | 18              |
| Австрія (Ö3 Austria Top 75)               | 29              |
| Бельгія (Ultratip Flanders)               | 49              |
| Бельгія (Ultratop Wallonia)               | 44              |
| Бельгія Urban (Ultratop)                  | 15              |
| Велика Британія (UK R&B Chart)            | 4               |
| Велика Британія (Official Charts Company) | 22              |
| Данія (Tracklisten)                       | 27              |
| Канада (Canadian Hot 100)                 | 6               |
| Ірландія (IRMA)                           | 22              |
| Італія (FIMI)                             | 49              |
| Нідерланди (Mega Single Top 100)          | 49              |
| Німеччина                                 | 20              |
| Нова Зеландія (RIANZ)                     | 13              |
| США (Billboard Hot 100)                   | 16              |
| США (Hot R&B/Hip-Hop Songs) (Billboard)   | 6               |
| Угорщина (Single Top 40)                  | 15              |
| Франція (SNEP)                            | 19              |
| Швейцарія (Media Control AG)              | 13              |
| Швеція (Sverigetopplistan)                | 49              |
| Шотландія (Official Charts Company)       | 14              |

### Річні
| Чарт (2013)                          | Позиція |
| ------------------------------------ | ------- |
| US Hot R&B/Hip-Hop Songs (Billboard) | 80      |